# Centauri Furietti
I Centauri Furietti, anche noti come statue del Centauro vecchio e del Centauro giovane, sono due sculture in marmo bigio morato realizzate nel II secolo, presumibilmente da originali modelli greci risalenti all'età ellenistica, e conservate presso i Musei capitolini di Roma.

## Storia

### Versione dei Musei capitolini
I Centauri furono rinvenuti nel dicembre del 1736 presso la Villa Adriana di Tivoli da Giuseppe Alessandro Furietti. Immediatamente si comprese la grandiosità di tali pezzi, tra i più importanti della sua collezione. Secondo una tradizione, riferita anche da Gaetano Moroni, Furietti si oppose alla donazione delle statue ai Musei capitolini e per ripicca, anche se tale ipotesi è stata ampiamente smentita, Papa Benedetto XIV avrebbe deciso, quindi, di non nominarlo cardinale. Sarebbe diventato cardinale solo successivamente, nel concistoro del 24 settembre 1759, grazie a Papa Clemente XIII. Nel 1765, in seguito alla sua morte, gli eredi vendettero per 14 000 scudi al papa i Centauri e il Mosaico delle colombe, che furono quindi trasferiti nella collezione capitolina.
Entrambe le statue portano la firma degli scultori Aristea e Papia di Afrodisia, una città dell'Asia minore. Non si può stabilire con certezza se si tratti degli ideatori del modello o soltanto degli esecutori di queste due versioni e non si hanno informazioni certe nemmeno sull'esatto luogo nel quale sarebbero state realizzate: potrebbe trattarsi di Afrodisia oppure di Roma, dove gli artisti sarebbero precedentemente giunti. A giudicare dallo stile si tratta di statue di età adrianea del II secolo, copie di originali bronzei di età ellenistica, datati al II secolo a.C., sebbene recenti studi, in particolare dell'archeologa Brunilde Sismondo Ridgway, ipotizzino che molte delle sculture generalmente ritenute ellenistiche siano in realtà invenzioni romane.

### Versione del Louvre

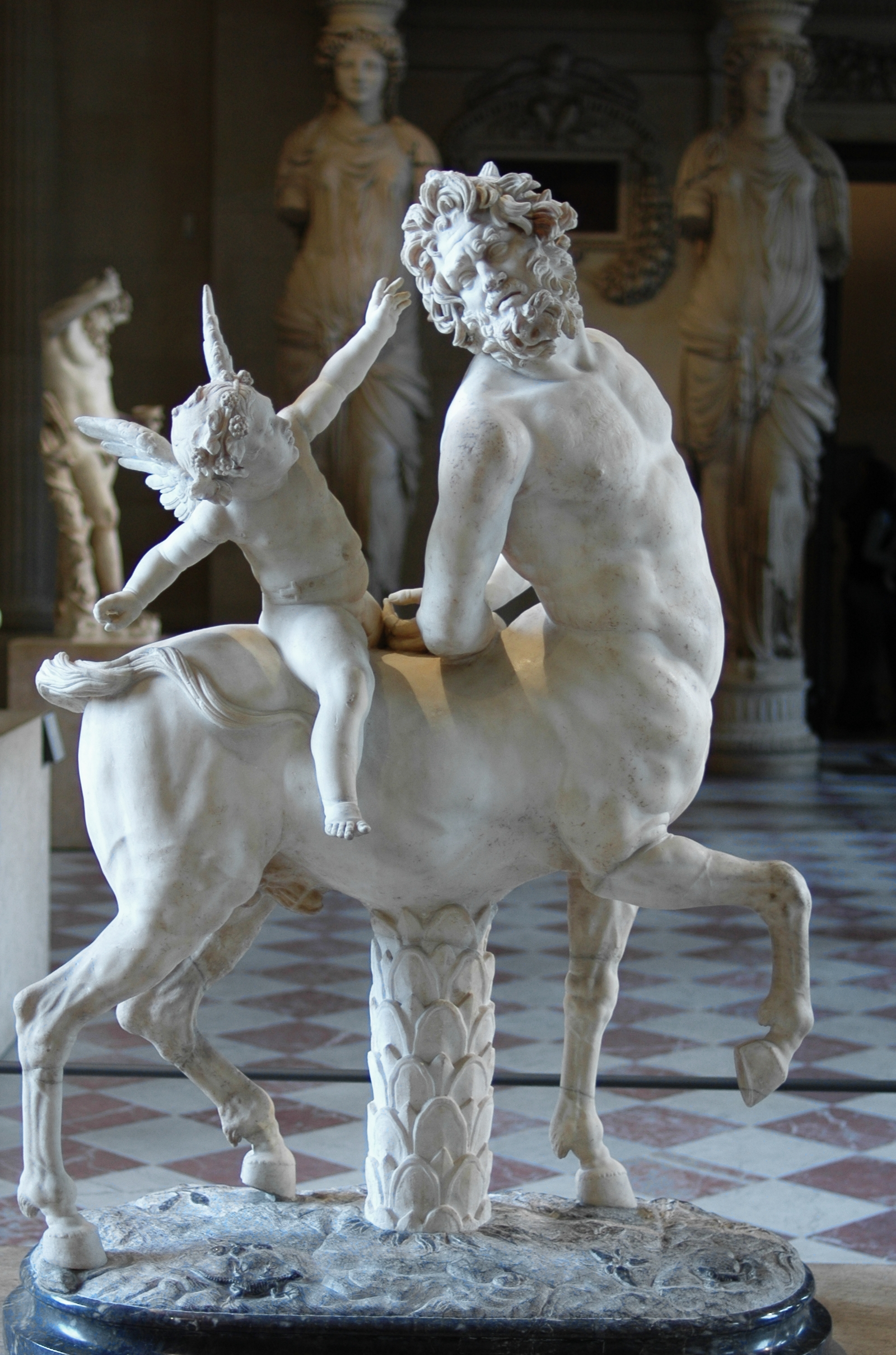
Il Centauro vecchio del Museo del Louvre.

Una versione ulteriore del Centauro vecchio, in marmo bianco, fu scoperta a Roma nel XVII secolo, (probabilmente è andato perduto il suo corrispondente più giovane). L'opera entrò a far parte della collezione Borghese e in seguito Camillo II Borghese la vendette nel 1807 a Napoleone Bonaparte, che la trasferì nel Museo del Louvre, dove tuttora è collocata. In questo caso, differentemente dalla statua capitolina, si è conservato Eros che prende in giro il centauro mentre siede sul suo dorso. Il braccio e il piede sinistro di Eros e la mano sinistra del centauro sono reintegrazioni frutto di restauri posteriori; allo stesso modo, la base e il supporto posto al di sotto del centauro sono aggiunte moderne. L'originario braccio destro del centauro è ritratto indietro in maniera tesa: ciò evidenzia sia la posizione delle sue mani, legate strettamente dietro alla schiena, sia la smorfia di dolore e tristezza che ha mentre l'amorino tira all'indietro la testa della creatura con una brusca angolazione.

### Altre versioni
Un'altra versione del Centauro vecchio è conservata presso i Musei Vaticani; del Centauro giovane, invece, esiste una copia esposta al Palazzo Doria-Pamphili.

## Descrizione
Le statue raffigurano due centauri: uno è maturo, barbuto e sofferente; l'altro è giovane e sorridente mentre alza il braccio. Gli amorini che li cavalcavano sono andati perduti: ciononostante, i due centauri sono comunque un notevole esempio di gruppi scultorei dalle pose e dai motivi variegati. La contrapposizione così marcata tra gli stati d'animo espressi dalle due figure voleva ricordare allo spettatore romano l'anima tormentata dall'amore o esaltata dalla gioia, temi propri del Fedro di Platone e della poesia ellenistica.

## Accoglienza
La coppia di marmi divenne popolare nel XVIII secolo, durante il quale si produssero numerose illustrazioni di centauri. Erano presentati come progrediti protettori dell'ospitalità e dell'apprendimento - come nel caso di Chirone - piuttosto che come bestiali creature metà uomini e metà animali, come ad esempio nella vicenda della Centauromachia. Con i loro eroti, erano emblema della gioia dell'amore giovanile e dell'opposta schiavitù causata dalla maturità: tali temi erano molto apprezzati dagli spettatori nel contesto del Rococò. L'archeologo Ennio Quirino Visconti concentrò la propria attenzione sugli attributi bacchici del Centauro Borghese, il cui Eros ha la fronte incoronata da grappoli d'uva: ciò starebbe ad indicare che le forze in gioco sono determinate dall'ebbrezza e non dall'amore.
Jon van de Grift esaminò l'iconografia di due skyphoi (coppe per bere) d'argento di età imperiale, parte del tesoro di Bernay. I motivi lavorati a sbalzo delle due coppe, che raffigurano centauri cavalcati da eroti, condussero lo studioso ad affermare che "il motivo dell'amorino raffigurato mentre tortura un vecchio e accigliato centauro, solitamente nell'ambito di una vivace processione dionisiaca, si ritrova nei mosaici romani e nei sarcofagi con scene dionisiache". In questo contesto i Centauri Furietti sono utilizzati dallo studioso come elemento di paragone iconografico.

### Copie moderne e contemporanee
Calchi delle due opere furono prodotti e collezionati in tutta Europa. Due si trovano, ad esempio, nella Royal Academy di Londra, uno per lato ai piedi della scalinata principale di quella che è ora la Courtauld Gallery. Altra riproduzione è altresì quella scolpita da Bartolomeo Cavaceppi per Joseph Nollekens, ancora visibile nella residenza di Shugborough Hall, nello Staffordshire. Copie in marmo di pari grandezza furono realizzate anche da Pietro della Valle, che scolpì nel 1780 una coppia di centauri a Roma per il conte Pierre Gaspard Marie Grimod d'Orsay: quest'ultimo, infatti, aveva intenzione di posizionarla su di una fontana nel 1795, ma fu collocata a Saint-Cloud nel giugno 1802 e successivamente acquistata per la Reggia di Versailles il 23 marzo 1872. Il 24 settembre 1924 veniva posizionata nel giardino del Grand Trianon.